# Parga
Parga (griego: Πάργα) es un municipio de la Grecia perteneciente a la unidad periférica de Préveza de la periferia de Epiro. Su capital es el pueblo de Kanallaki, aunque existe una localidad llamada Parga en el municipio, de la que toma el nombre.
El municipio fue creado en 2011 mediante la fusión de los antiguos municipios de Parga y Fanari, que pasaron a ser unidades municipales. El municipio tiene un área de 274,796 km², de los cuales 68,903 km² corresponden a la unidad municipal de Parga.
En 2011 el municipio tiene 11 866 habitantes, de los cuales 3904 viven en la unidad municipal de Parga. De los 3904 habitantes de la unidad municipal de Parga, 2415 habitantes viven en la localidad de Parga.
La localidad de Parga ubica en la costa a medio camino entre Préveza y la frontera albanesa, frente a la costa de Paxoí.
En 1401 pasó a dominio de la República de Venecia. A su desaparición en 1797 fue ocupada por la Primera República Francesa. Pasó a manos del Reino Unido de Gran Bretaña e Irlanda en 1814 y fue vendida a Alí Pachá de Yánina en 1819. Fue incluida en el Reino de Grecia en 1913.